# Joacim Cans
Joacim Cans (nascido em 19 de fevereiro de 1970 em Mora , Suécia) é o cantor da banda HammerFall, um grupo sueco de power metal. Ele é o único membro ao lado do guitarrista Oscar Dronjak a aparecer em todos os álbuns da banda.
Ele lançou seu primeiro álbum solo Beyond the Gates em 2004.

## Bandas
Formação
- Joacim Cans - Vocal
- Oscar Dronjak - guitarra
- Pontus Norgren - guitarra
- Fredrik Larsson - baixo
- Anders Johansson - bateria

Atuais bandas
- HammerFall
- Cans

Bandas anteriores
- Highlander (Lost Horizon)
- Warlord (U.S.)
- Mrs Hippie

## Discografia

### Álbuns solo
| Ano  | Álbum                | Melhor posição |
| Ano  | Álbum                | DEN            |
| ---- | -------------------- | -------------- |
| 2004 | Beyond the Gates     | –              |
| 2013 | Nu kan mörkret falla | 20             |

## Páginas externas
- Site oficial de Joacim Cans Arquivado em 17 de julho de  2012, no Wayback Machine.
- Site oficial de HammerFall
- Fã-site oficial de HammerFall
- Entrevista com Joacim Cans, Metal Express Radio, 2006-10-17